# Lyssa mutata
Lyssa mutata är en fjärilsart som beskrevs av Butler 1887. Lyssa mutata ingår i släktet Lyssa och familjen Uraniidae. Inga underarter finns listade i Catalogue of Life.